# Vigliano Biellese
Vigliano Biellese (Vijan ëd Biela in piemontese) è un comune italiano di 7 530 abitanti della provincia di Biella in Piemonte.

## Geografia fisica
Vigliano Biellese è da sempre un luogo di transito importante tra i due maggiori centri abitati del biellese, Biella e Cossato, ed è anche nel centro del mirino di un progetto, non ancora però sottoscritto, per la costruzione di un peduncolo autostradale che colleghi la provincia di Biella all'autostrada A4, il cui svincolo potrebbe avere sede proprio a Vigliano Biellese.

## Storia
Il 31 agosto 1944 i nazifascisti, già resisi responsabili dell'impiccagione del partigiano Guido Freguglia il 18 agosto precedente, fucilarono lungo il muro della chiesa di Santa Maria Assunta quattro civili e cinque partigiani prelevati del carcere di Biella.
Il 1º settembre 2008 questo comune biellese balza agli onori delle cronache nazionali in seguito a una rapina di circa 10 milioni di euro ai danni di un istituto di vigilanza privata sito in Vigliano. (1;2)

### Simboli
(Regio decreto del 5 luglio 1934)

## Monumenti e luoghi d'interesse

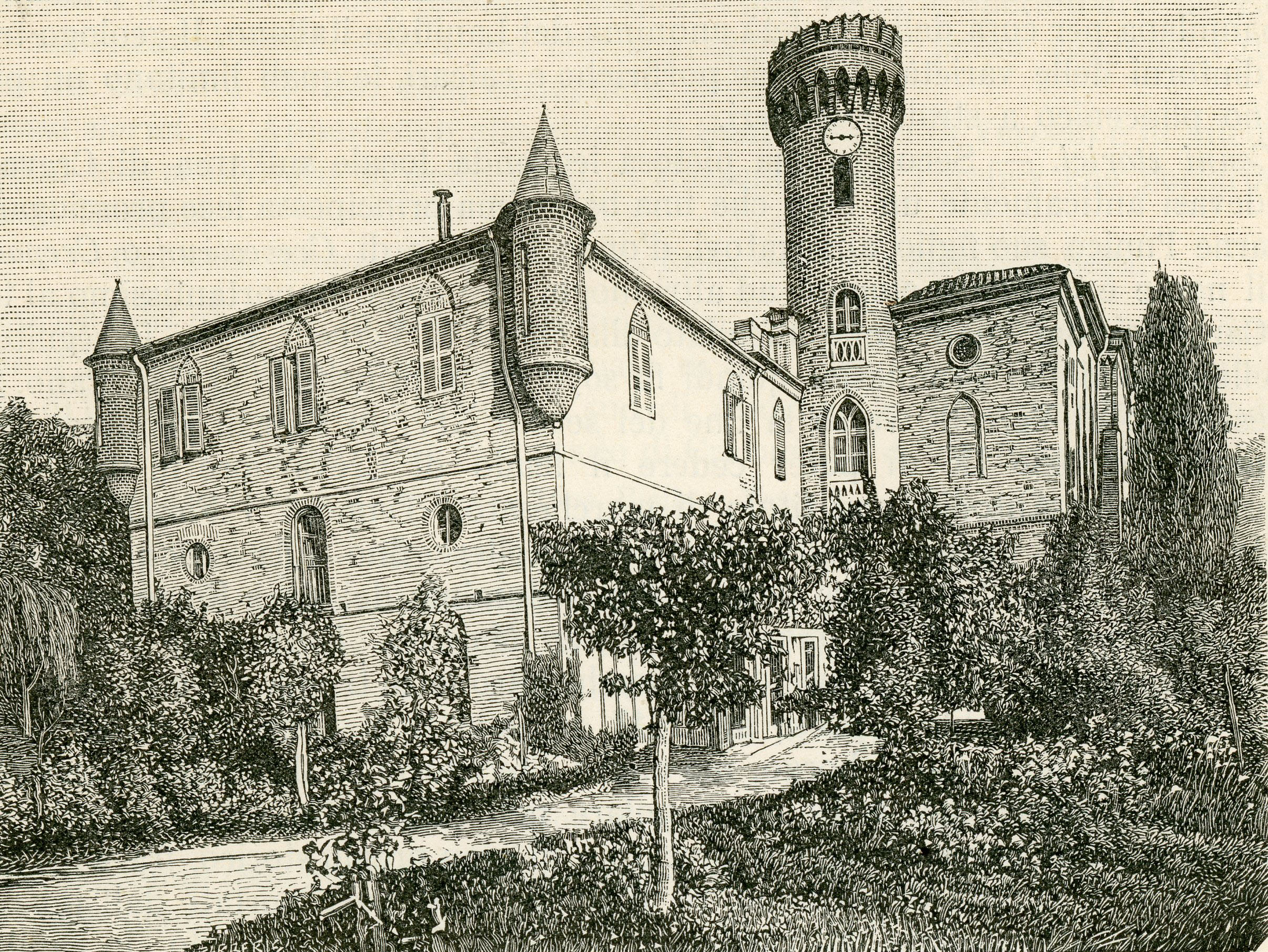
Il castello di Montecavallo

Una casaforte è attestata sul territorio di Vigliano Biellese fin dal XIII secolo. Sulle sue rovine è stato edificato il Castello di Montecavallo per volere di Filiberto Avogadro di Collobiano nel XIX secolo.
Sono presenti, nel territorio, altre costruzioni antiche e degne di nota, quali la chiesa di Santa Maria Assunta, di epoca romanica e risalente quindi attorno al XI e XII secolo e in seguito modificata, e la chiesa di San Giuseppe Operaio, inaugurata nel 1923 e nata sulle macerie di un edificio medievale. Inoltre sono molto caratteristiche della zona alcune belle ville in collina, appartenute a famiglie nobili: tra queste magioni si ricordano Villa Malpenga, Villa Era costruita tra il 1884 e 1888, attualmente di proprietà della famiglia Rivetti che l'acquistarono nel 1935 e il castello di Montecavallo del conte di Collobiano.

## Società

### Evoluzione demografica
Abitanti censiti

## Cultura

### Istruzione

#### Scuole
In paese sono presenti le seguenti scuole:
- Scuola primaria San Quirico
- Scuola primaria Amosso
- Scuola secondaria di primo grado Dante Alighieri
- Istituto professionale CNOS- FAP

### Eventi
Durante il periodo della festa di San Michele, a fine settembre, la via principale del paese viene chiusa al traffico e ospita mercatini e artisti che si esibiscono in strada, recuperando un'antica tradizione che si andava perdendo, così come quella dei mercatini di Natale, da poco ritrovata. Da ricordare in particolare il mercatino di S. Lucia il 13 dicembre.

## Infrastrutture e trasporti
La stazione di Vigliano-Candelo, posta lungo la ferrovia Biella-Novara e trasformata in fermata alla fine degli anni 1990, venne soppressa nel 2012.
Dal 1926 al 1951 Vigliano ospitò una fermata della tranvia Biella-Cossato e, fra il 1891 e il 1958, un analogo impianto della ferrovia Biella-Cossato-Vallemosso.

## Amministrazione

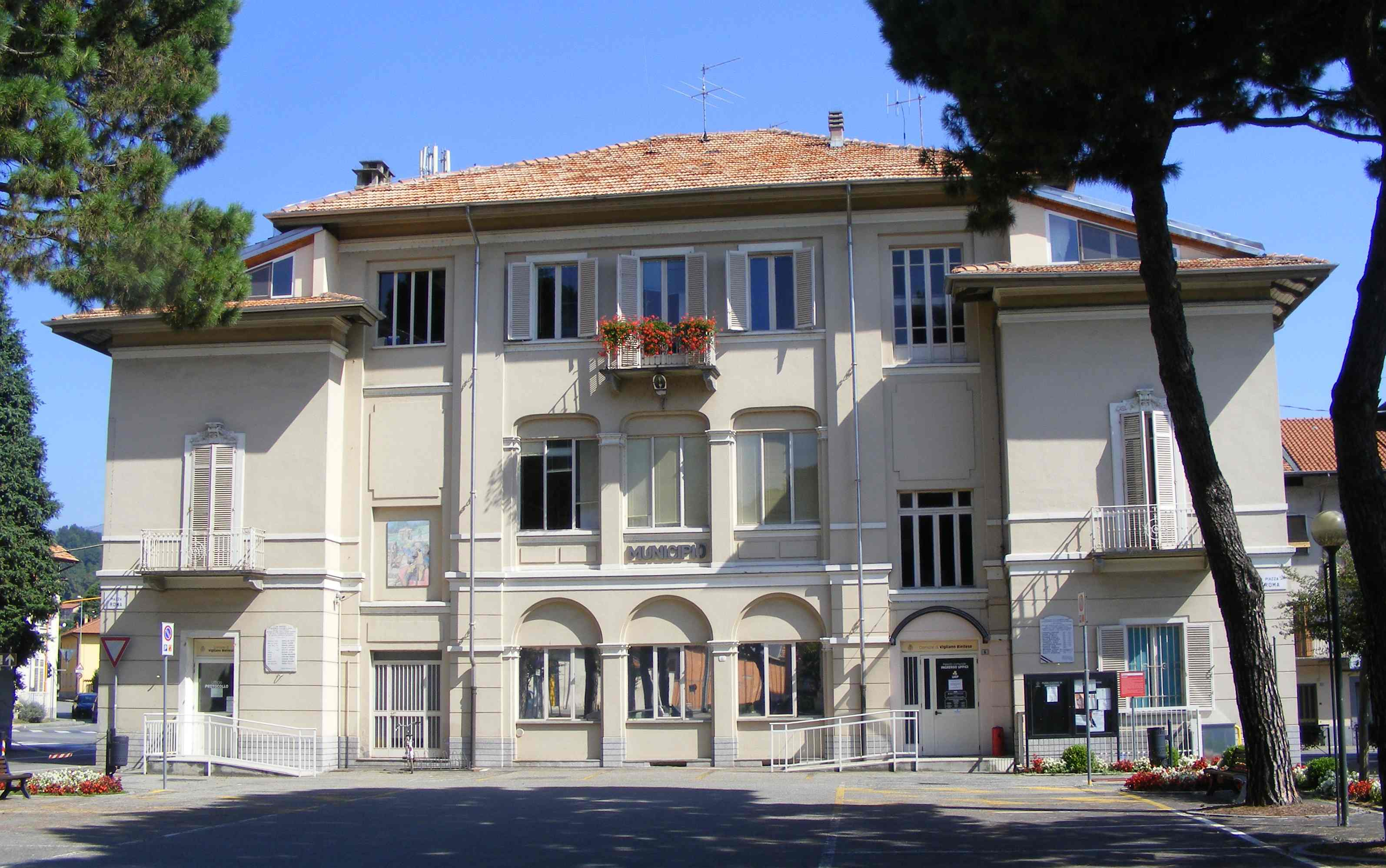
Il municipio

| Periodo | Periodo   | Primo cittadino   | Partito                         | Carica  | Note       |
| ------- | --------- | ----------------- | ------------------------------- | ------- | ---------- |
| 2004    | 2009      | Luca Sangalli     | Lista civica                    | Sindaco |            |
| 2009    | 2014      | Luca Sangalli     | Lista civica                    | Sindaco | II mandato |
| 2014    | in carica | Cristina Vazzoler | Lista civica Vigliano in comune | Sindaco |            |

### Altre informazioni amministrative
Il comune ha fatto parte della Comunità montana Val Sessera, Valle di Mosso e Prealpi Biellesi, mentre fino al 2010 apparteneva alla Comunità montana Prealpi Biellesi, abolita in seguito all'accorpamento disposto dalla Regione Piemonte nel 2009.

## Sport
Sono due le società di calcio: FC Vigliano e F.G. VILIANENSIS. 
Il Vigliano ha la sua prima squadra che milita nel campionato di seconda categoria. La Vilianensis si dedica invece esclusivamente al settore giovanile, raggruppando oltre 150 ragazzi del territorio nelle diverse categorie dai primi calci agli allievi. 
È presente sul territorio anche una squadra di basket, il Vigliano Basket Team, militante in serie D.
Sono presenti alcune squadre di calcio a 5: Erios, Aurora, Or.sa Vigliano.
Non dimentichiamo la gloriosa società sportiva "Amici del ciclo" che dal 1978 partecipa alle gare amatoriali sia nel settore ciclismo sia nel podismo con numerosi risultati di livello in ambito regionale e nazionale.
Il paese dispone di numerose strutture sportive:
- Palazzetto dello Sport, capienza di 300 persone
- Palestra comunale di San Quirico
- Palestra scuola media Dante Alighieri
- Palestra Istituto San Cassiano
- Campo sportivo comunale, capienza 400 posti e anello di atletica
- Campo sportivo Aurora
- Campo sportivo Sobrano - Openkinetik